# Scott Derrickson
Scott Derrickson (* 16. července 1966 Denver, Colorado) je americký režisér, scenárista a producent.
V roce 2000 napsal společně s Paulem Harrisem Boardmanem scénář k filmu Temná legenda 2. Téhož roku režijně debutoval snímkem Hellraiser: Inferno, ke kterému vytvořil i scénář. Také v dalších letech točil převážně horory, kromě toho napsal i scénář pro kriminální film Devil's Knot a horor Sinister 2.

## Režijní filmografie
- 2000 – Hellraiser: Inferno
- 2005 – V moci ďábla
- 2008 – Den, kdy se zastavila Země
- 2012 – Sinister
- 2014 – Chraň nás od zlého
- 2016 – Doctor Strange
- 2021 – Černý telefon